# Гусятинський повіт (Австро-Угорщина)
Гусятинський повіт — адміністративна одиниця коронного краю Королівство Галичини та Володимирії у складі Австро-Угорщини (до 1867 року назва держави — Австрійська імперія). Повіт існував у період з 1854 до 1918 року.

## 1854–1867
1854 року була проведена адміністративна реформа, згідно з якою у складі Королівства Галичини та Володимирії були утворені повіти.
Статистика:
Площа — 9,99 географічних миль² (~550 км²)
Населення — 28665 (1866)
Кількість будинків — 4707 (1866)
Староста (Bezirk Vorsteher): Антон Шіфнер (Anton Schiffner) (1866)
Громади (гміни): Беднарівка, Босири, Чабарівка, Малі Чорнокінці, Великі Чорнокінці, Городниця, Гриньківці, Гусятин (місто), Коцюбинчики, Кривеньке, Опарщизна, Личківці, Олеговчик, Новославці, Пробіжна (містечко), Самолусківці, Сокиринці, Сидорів, Собідка, Суходіл, Шидловці, Воля Чорнокінецька, Троянівка, Тлустеньке, Трибухівці, Васильків, Васильківці, Зелена.

## 1867–1918
1867 року були скасовані округи, а повіти реорганізовані: частина зникла, а частина збільшилася за рахунок інших. Гусятинський повіт залишився і після реформи.
До його складу увійшла територія Гусятинського повіту разом з Копичинецьким повітом.
Староста: Ленчевський Александр (Alexander Lenczewski)  (1867) 